# 13585 Justinsmith
13585 Justinsmith eller 1993 TC20 är en asteroid i huvudbältet som upptäcktes den 9 oktober 1993 av den belgiske astronomen Eric W. Elst vid La Silla-observatoriet. Den är uppkallad efter Justin E. H. Smith.
Asteroiden har en diameter på ungefär 6 kilometer och den tillhör asteroidgruppen Agnia.